# غيلبرت بايون
غيلبرت بايون (بالإنجليزية: Gilbert Bayonne)‏ هو لاعب كرة قدم أمريكي في مركز الهجوم، ولد في 10 أكتوبر 1988 في كوينز في الولايات المتحدة. شارك مع منتخب هايتي لكرة القدم. أما مع النوادي، فقد لعب مع تانجونغ باغار يونايتد.